# Rivero de Posadas
Rivero de Posadas es una localidad situada en el municipio español de Posadas, en la provincia de Córdoba, comunidad autónoma de Andalucía. Originalmente, fue fundada como un poblado de colonización agraria, dependiente del núcleo principal del municipio.

## Historia
Esta población fue creada por iniciativa del Instituto Nacional de Colonización, al pasar el territorio de secano a regadío gracias al nuevo embalse de Bembézar. Rivero de Posadas estaba situada dentro del término municipal de Posadas. El diseño del poblado corrió a cargo del arquitecto Francisco Giménez de la Cruz, cuyo proyecto es de 1961. Las viviendas y edificios principales fueron levantados algún tiempo después, completándose la ejecución de las obras en 1964.